# Jörn Schläger
Jörn Schläger (* 1. Juli 1972 in Berlin) ist ein deutscher Handballtrainer und ehemaliger Handballspieler.

## Spielerlaufbahn

### Vereinsmannschaften
Schläger spielte Handball bei verschiedenen Vereinen in Deutschland und in der Schweiz auf der Position des Rückraumspielers. Er begann seine Karriere beim SC Dynamo Berlin, spielte anschließend bis Juni 1994 bei der HSG Suhl und von Juli 1994 bis April 1995 beim VfL Gummersbach. Von hier wechselte er im Juli 1995 zum ThSV Eisenach, wo er bis Juni 2001 spielte. Anschließend spielte er bei Frisch Auf Göppingen (Juli 2001–Juni 2003), Grasshoppers Zürich (Saison 2003/2004), dem Stralsunder HV (Juli 2004 bis Juli 2007) und beim HSV Insel Usedom (Juli 2007 bis November 2007). Er war 2006 in der Schweiz bei Wacker Thun aktiv, bevor er 2007 zum HSV Insel Usedom als Trainer und Spieler wechselte. Im November 2008 verließ er den Usedomer Verein.

### Nationalmannschaft
Für die deutsche Nationalmannschaft bestritt Jörn Schläger zwischen 1999 und 2001 insgesamt 22 Spiele, in denen er 20 Tore warf.

## Trainerlaufbahn
Ab Februar 2010 war Jörn Schläger als Trainer des Rostocker HC tätig. Ab dem 10. Juni 2011 trainierte Jörn Schläger den in der 3. Liga spielenden Stralsunder HV, bei dem er schon als Spieler aktiv gewesen war. Während der laufenden zweiten Drittligasaison (Saison 2012/13) wurde er am 22. Dezember 2012 vom Verein beurlaubt. Von Juli 2013 bis Dezember 2015 betreute Jörn Schläger das erste Männerteam des Ribnitzer HV (Ribnitz-Damgarten) in der fünftklassigen Mecklenburg-Vorpommern-Liga. Von Juli 2016 bis Oktober 2017 trainierte er die Mannschaft des HSV Bad Blankenburg. Ab Januar 2018 trainierte er die zweite Mannschaft vom ThSV Eisenach für die laufende Saison.
Seit Mai 2019 ist er im Besitz der A-Lizenz als Handballtrainer. Im Juni 2024 übernahm Schläger die Frauenmannschaft des SV Fortuna ’50 Neubrandenburg.

## Erfolge
Mit den Grashoppers Zürich (2003/2004) und Wacker Thun (2006/2007) spielte er im Europapokal der Pokalsieger, mit Wacker Thun auch im EHF-Pokal (2005/2006).

## Privates
Der 1,91 m große Jörn Schläger ist gelernter Physiotherapeut und ging nach dem Engagement auf Usedom dieser Tätigkeit hauptberuflich nach.